# Banc du Geysir
Banc du Geysir of Banc du Geyser is een atol in het noordoostelijke deel van de Straat Mozambique, 130 km ten noordoosten van Mayotte, 115 km ten zuidwesten van de Glorieuzen en 200 km ten noordwesten van de kust van Madagaskar. Het atol is ovaal en meet 5 bij 8 km.
De Banc komt voor het grootste deel alleen tijdens eb boven water; uitgezonderd wat rotsen aan de zuidkant van het rif, die bij vloed 8 meter hoog boven water uit steken; vergelijkbaar met de mast van een klein zeilschip. Daardoor is het rif gevaarlijk voor de scheepvaart. Het is mogelijk de centrale lagune met een schip te bereiken vanuit de zuidzuidoostelijke richting.
Ongeveer 20 km ten zuidwesten van Banc du Geysir ligt nog een koraalrif in zee, dat echter niet boven water uit steekt: de 'Banc de la Zélée'. Beide bancs behoren waarschijnlijk tot één onderzeese vulkaan.

## Geschiedenis
De Banc du Geysir is waarschijnlijk 15 miljoen jaar oud. Hij was het eerst ontdekt door Arabische zeevaarders, en werd rond 800 voor het eerst op kaarten ingetekend. Rond 1650 stond het rif op Spaanse kaarten beschreven als Arecife de Santo Antonio.
De huidige naam kreeg het atol op 23 december 1678, toen het Britse schip 'Geysir' er aan de grond liep.

## Territoriale claims
Het bezit van het rif wordt geclaimd door de Comoren, Madagaskar en Frankrijk. Frankrijk beschouwt het als behorende tot de verspreide Eilanden in de Indische Oceaan; Madagaskar maakte zijn annexatie bekend in 1976. De Comoren claimen het eiland als een deel van hun exclusieve economische zone. Waarschijnlijk hebben al deze claims te maken met een mogelijke aanwezigheid van aardolie in de omgeving.

## Natuur
Het oostelijke deel van het rif is begroeid met wat gras en kleine struiken. Er zijn zeer veel zeevogels en het land is bedekt met dikke lagen guano. De zee rondom het rif is zeer visrijk en wordt frequent bezocht door bultruggen.
Bassas da India · Europa · Juan de Nova · Glorieuzen · Tromelin